# Anchesenpepi I.
|                |   |   |   |
| \| \| \| \| \| |   |   |   |
|                |   |   |   |
| p              | p | i | i |

| p | p | i | i |

|                |   |   |   |
| \| \| \| \| \| |   |   |   |
|                |   |   |   |
| p              | p | i | i |

| p | p | i | i |

|                |   |   |   |
| \| \| \| \| \| |   |   |   |
|                |   |   |   |
| p              | p | i | i |

| p | p | i | i |

|                |   |   |   |
| \| \| \| \| \| |   |   |   |
|                |   |   |   |
| p              | p | i | i |

| p | p | i | i |

Anchesenpepi I. (také Anchenesmeryre I.) byla manželkou Pepiho I. během 6. dynastie.

## Život
Anchesenpepi byla dcerou úřednice Nebet a jejího manžela Chuiho, nomarchy z Abydu.
Její sestra se jmenovala Anchesenpepi II. a její bratr Džau.
Obě sestry – Anchesenpepi I. a II. – byly vdané za faraóna Pepiho I. Své jméno přijaly pravděpodobně až po sňatku, protože (ˁnḫ-s n ppj) znamená „Její život patří Pepimu“.
Anchesenpepi I. porodila syna a nástupce trůnu Merenrea I., který vládl několik let. Anchesenpepi II. měla syna Pepiho II., který také později nastoupil na trůn.
Je zmíněna spolu se svou sestrou na stéle jejich bratra v Abydu, také u její pyramidy, na nápisu nyní v Berlíně a dekretu v Abydu.